# Vice Verses
Albums de Switchfoot
Hello Hurricane
(2009)
Singles
1. Dark Horses
Sortie : 20 juillet 2011
2. Restless
Sortie : Août 2011
3. Afterlife
Sortie : 28 février 2012

Vice Verses est le 8e album studio du groupe de rock alternatif américain Switchfoot, sorti aux États-Unis le 27 septembre 2011.
 Dark Horses est le premier single de l'album et est sorti début août après diffusion sur les radios depuis le 20 juillet.

## Liste des pistes
La liste définitive des chansons de l'album a été annoncée par le groupe le 14 juin 2011.
CD1 : Vice Verses
1. Afterlife - 3:37
2. The Original - 3:15
3. The War Inside - 3:38
4. Restless - 5:17
5. Blinding Light - 4:16
6. Selling the News - 3:34
7. Thrive - 5:12
8. Dark Horses - 3:59
9. Souvenirs - 4:31
10. Rise Above It - 3:33
11. Vice Verses - 5:07
12. Where I Belong - 6:52

CD2 (Édition Deluxe) : Hello Hurricane Live
1. Needle And Haystack Life (Live) - 5:25
2. Mess of Me (Live) - 4:52
3. Your Love Is A Song (Live) - 5:35
4. The Sound (John M. Perkins' Blues) (Live) - 4:11
5. Enough to Let Me Go (Live) - 3:53
6. Free (Live) - 6:30
7. Hello Hurricane (Live) - 6:26
8. Always (Live) - 4:27
9. Bullet Soul (Live) - 4:31
10. Yet (Live) - 4:45
11. Sing It Out (Live) - 4:31
12. Red Eyes (Live) - 6:48